# Pachybathron olssoni
Pachybathron olssoni is een slakkensoort uit de familie van de Cystiscidae. De wetenschappelijke naam van de soort is voor het eerst geldig gepubliceerd in 2002 door Wakefield, Boyer & McCleery.